# Podkozákovsko
Podkozákovsko je dobrovolný svazek obcí v okresu Jablonec nad Nisou a okresu Semily, jeho sídlem je Železný Brod a jeho cílem je vzájemná spolupráce a koordinace činností v oblasti rozvoje regionu. Sdružuje celkem 9 obcí a byl založen v roce 1999.

## Obce sdružené v mikroregionu
- Mírová pod Kozákovem
- Klokočí
- Loučky
- Rakousy
- Koberovy
- Malá Skála
- Líšný
- Frýdštejn
- Jenišovice